# Witeradów
Witeradów – wieś w Polsce położona w województwie małopolskim, w powiecie olkuskim, w gminie Olkusz.
Wieś Witaradów będąca własnością Olkusza położona była w drugiej połowie XVI wieku w powiecie proszowskim województwa krakowskiego. W latach 1975–1998 miejscowość administracyjnie należała do województwa katowickiego. Miejscowość jest położona około 4 km na południe od centrum Olkusza i 33 km na północny zachód od Krakowa.